# ミヒャエル・バリング
ミヒャエル・バリング（Michael Balling, 1866年8月27日 - 1925年9月1日）は、ドイツのヴィオラ奏者、指揮者。

## 略歴
バイエルンに生まれる。第一級のヴィオラ奏者として活躍するとともに大指揮者ハンス・リヒター、フェリックス・モットルらの薫陶を受け、指揮者としても大成した。とりわけワーグナーの指揮者として高く評価され、たびたびバイロイト音楽祭に客演した。ダルムシュタットで没。

## ポスト
・ハレ管弦楽団　首席指揮者（1912 - 1914）